# Dragons Rhöndorf
O Dragons Rhöndorf é um clube profissional de basquetebol baseado em Bad Honnef, Alemanha que atualmente disputa a Regionalliga, correspondente à quarta divisão do país. Manda seus jogos no DragonDome com capacidade para 1.500 espectadores. O clube foi fundado no verão 1912 por entusiastas da prática desportiva como um clube de ginástica.

## Histórico de Temporadas
| Temporada | Nível | Liga         | Pos.                             | Resultado                          | Competições Internacionais | Competições Internacionais |
| Temporada | Nível | Liga         | Pos.                             | Resultado                          | Copa                       | Resultado                  |
| --------- | ----- | ------------ | -------------------------------- | ---------------------------------- | -------------------------- | -------------------------- |
| 1993-94   | 2     | 2.Bundesliga | 3º                               | 2º colocado no hexagonal de acesso |                            |                            |
| 1994-95   | 2     | 2.Bundesliga | 1º                               | Promovido campeão                  |                            |                            |
| 1995-96   | 1     | Bundesliga   | 11º                              | 1º no hexagonal de permanência     |                            |                            |
| 1996-97   | 1     | Bundesliga   | 2º                               | Quartas de finais                  |                            |                            |
| 1997-98   | 1     | Bundesliga   | 5º                               | Quartas de finais                  | 2 FIBA EuroCopa            | Top 16 7v-7d               |
| 1998-99   | 1     | Bundesliga   | 3º                               | Semifinalista                      |                            |                            |
| 1999-00   | 2     | 2.Bundesliga | 2º                               | 3º colocado no hexagonal de acesso |                            |                            |
| 2000-01   | 2     | 2.Bundesliga | 1º                               | Promovido campeão                  |                            |                            |
| 2001-02   | 2     | 2.Bundesliga | 5º                               |                                    |                            |                            |
| 2002-03   | 2     | 2.Bundesliga | 9º                               |                                    |                            |                            |
| 2003-04   | 2     | 2.Bundesliga | 3º                               |                                    |                            |                            |
| 2004-05   | 2     | 2.Bundesliga | 3º                               |                                    |                            |                            |
| 2005-06   | 2     | 2.Bundesliga | 5º                               |                                    |                            |                            |
| 2006-07   | 2     | 2.Bundesliga | 4                                |                                    |                            |                            |
| 2007-08   | 3     | ProB         | 4º                               |                                    |                            |                            |
| 2008-09   | 3     | ProB         | 4º                               |                                    |                            |                            |
| 2009-10   | 3     | ProB         | 1º                               | Promovido campeão                  |                            |                            |
| 2010-11   | 2     | ProA         | 15                               | Rebaixado                          |                            |                            |
| 2011-12   | 3     | ProB         | 5º                               | Oitavas de Finais                  |                            |                            |
| 2012-13   | 3     | ProB         | 1º                               | Oitavas de Finais                  |                            |                            |
| 2013-14   | 3     | ProB         | 6º                               | Oitavas de Finais                  |                            |                            |
| 2014–15   | 3     | ProB         | 3º                               | Oitavas de Finais                  |                            |                            |
| 2015–16   | 2     | ProA         | 16                               | Rebaixado                          |                            |                            |
| 2016–17   | 3     | ProB         | 10º                              | Quartas de finais                  |                            |                            |
| 2017-18   | 3     | ProB         | 3º                               | Oitavas de finais                  |                            |                            |
| 2018–19   | 3     | ProB         | 11º                              | Rebaixado                          |                            |                            |
| 2019-20   | 4     | Regionalliga | Cancelado - Pandemia de COVID 19 | Cancelado - Pandemia de COVID 19   |                            |                            |
| 2020-21   | 4     | Regionalliga | 5º                               |                                    |                            |                            |
| 2021-22   | 3     | ProB         | 10º                              |                                    |                            |                            |
| 2022-23   | 3     | ProB         | 4º                               | Oitavas de finais                  |                            |                            |
| 2023-24   | 3     | ProB         | 1º                               | Campeão                            |                            |                            |
| 2024-25   | 3     | ProB         | 8º                               | Oitavas de finais                  |                            |                            |
| 2025-26   | 3     | ProB         |                                  |                                    |                            |                            |

fonte:EUROBASKET.com

## Títulos

### 2.Bundesliga (segunda divisão)
- Campeão (3):1994-95, 2000-01, 2009-10[nota 2]

### 2.Bundesliga ProB (terceira divisão)
- Campeão (1):2023-24

### Copa da Alemanha
- Finalista (1):1998